# 聖書館

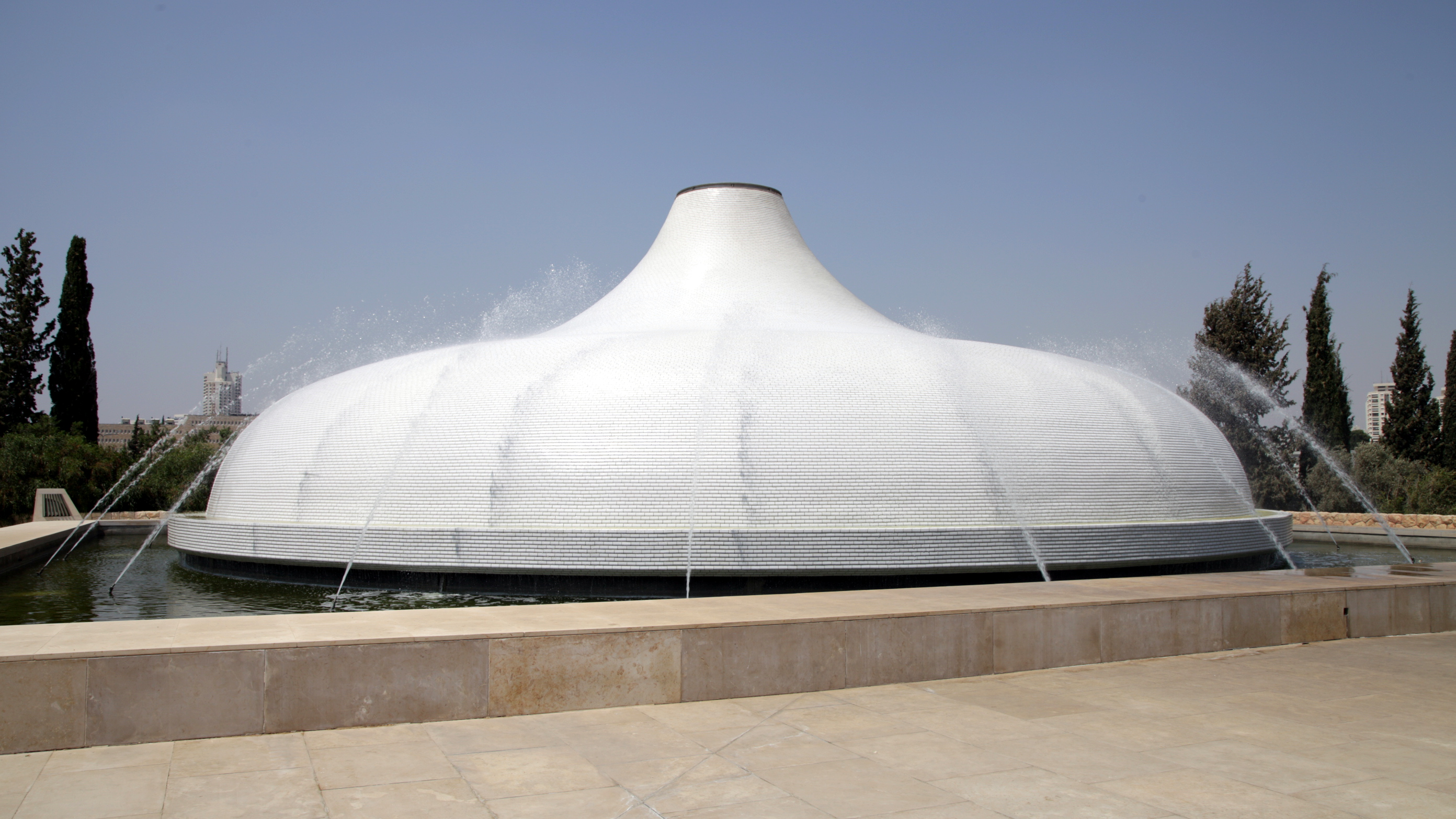
聖書館の外観

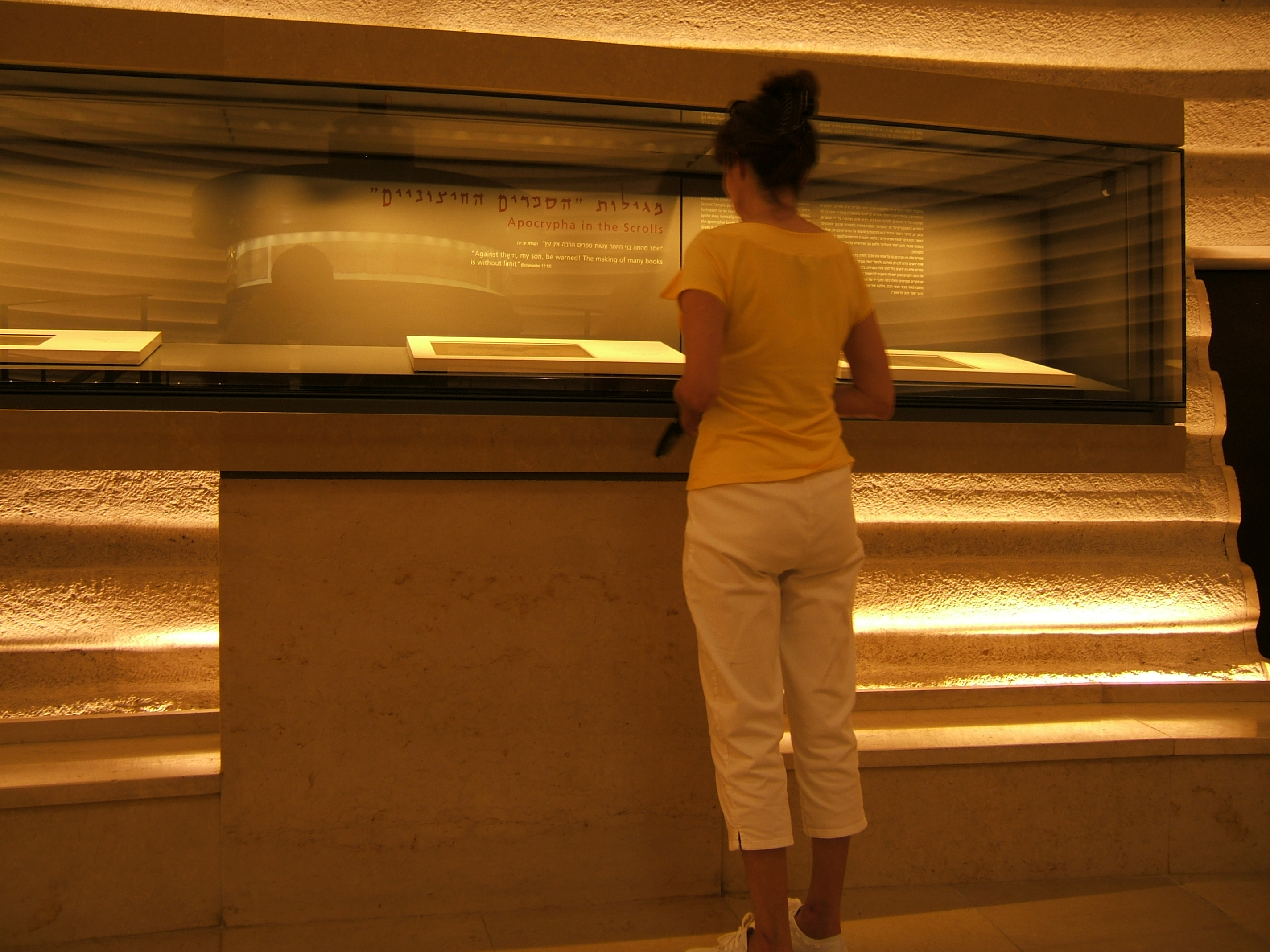
「死海文書」の展示

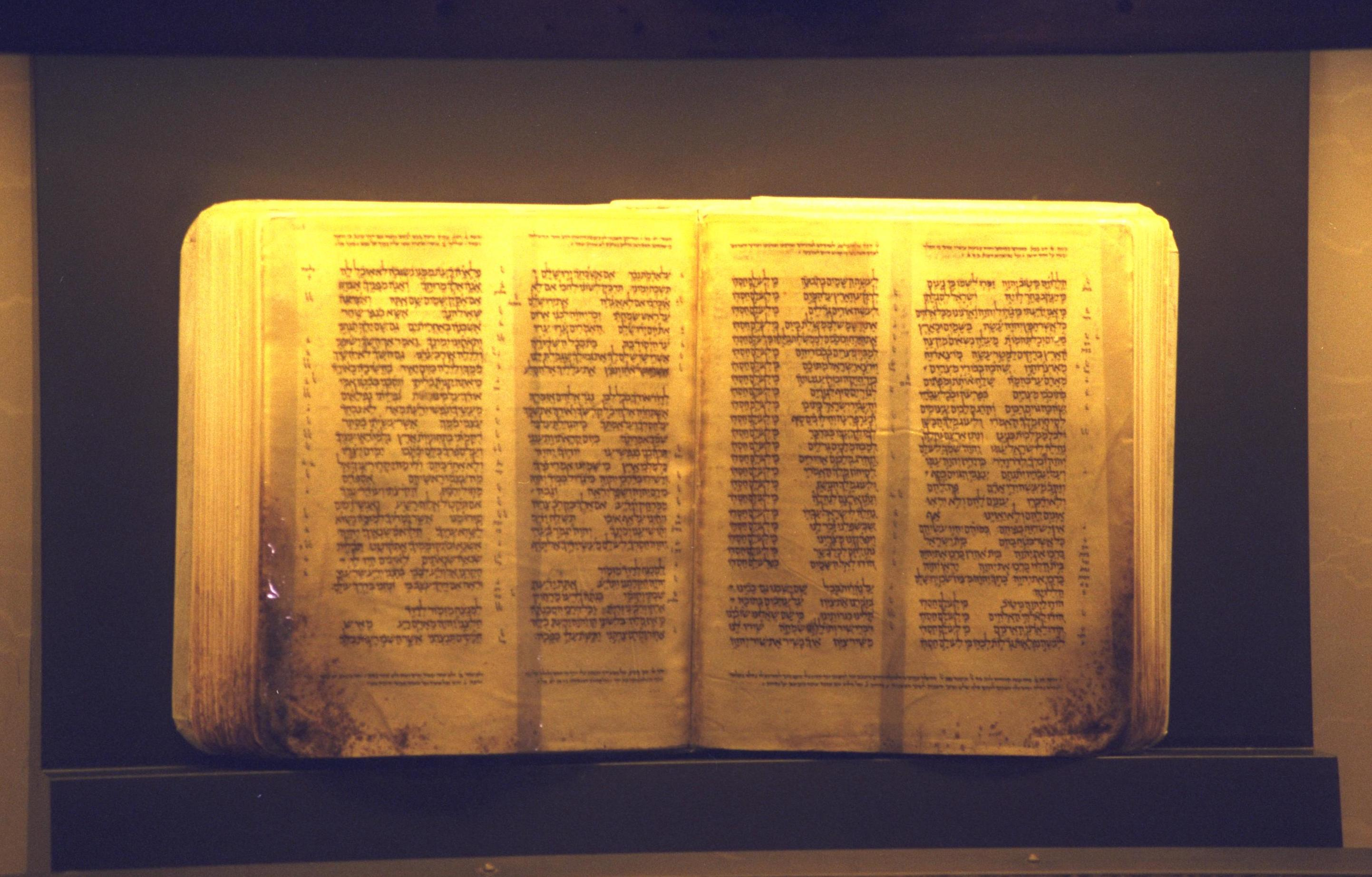
「アレッポ・コデックス」の展示

聖書館（せいしょかん、ヘブライ語: היכל הספר、英語: Shrine of the Book）は、イスラエルのエルサレムにあるイスラエル博物館敷地内にある施設。日本語では「死海写本館」などとも呼ばれている。
20世紀後半に死海付近のクムラン洞窟で発見されたユダヤ教聖書（キリスト教旧約聖書）の写本で、最も古く広範囲に見つかった「死海文書」を展示している。

## 歴史
聖書館の建物は、ヘブライ大学・イスラエル国立図書館（近くに国会議事堂もある）に隣接して建設することが計画された。設計はバルトス（Armand Phillip Bartos）、キースラー（Frederick John Kiesler）、ヘラー（Gezer Heller）によって7年かけて行われ、建設はハンガリー生まれのユダヤ人実業家・慈善家であるサムエル・ゴッテスマン（Samuel Gottesman）の寄付を待って1965年に実施された。それまでロックフェラー博物館に保管されていた「死海文書」は、同年にここへ移された。
聖書館のデザインは、平面図が円形で、黒い壁の建物は3分の2が地下で、それをつまみがある白い円形の屋根で覆っている。その模様はクムラン洞窟で見つかった物語「暗闇の息子たちに対する光の息子たちの戦い」（War of the Sons of Light Against the Sons of Darkness）のようで、白い屋根は光の息子たちで、黒い壁は暗闇の息子たちであると評する人たちもいる。
所蔵品には、紀元前2世紀の「イザヤ書巻物」（Isaiah Scroll）があり、これは死海文書の中では最も完全な形で残っている。なお死海文書の「銅の巻物」には2件あり、第3洞窟で発見されて財宝のありかを示した「銅の巻物」（Copper Scroll）はアンマンのヨルダン考古学博物館に移されている。第4洞窟で見つかり「申命記」の断片（「十戒」を含む）の「銅の巻物」（4Q41）はロックフェラー博物館に所蔵されている。
また紀元後10世紀の「アレッポ・コデックス」（Aleppo Codex）は現存するユダヤ教聖書の最も古いもので、これも聖書館に所蔵・展示されている。
2013年、イスラエル銀行は聖書館をテーマとする記念金貨を発行した。